# Danh sách cầu thủ tham dự Cúp bóng đá U-23 châu Phi 2015
Cúp bóng đá U-23 châu Phi 2015 là một giải thi đấu bóng đá quốc tế tổ chức ở Sénégal từ 28 tháng 11 đến 12 tháng 12 năm 2015.
Có 8 đội bóng U-23 tham gia và phải đăng ký danh sách 21 cầu thủ. Chỉ có các cầu thủ này mới được thi đấu. Các cầu thủ đều phải sinh sau ngày 1 tháng 1 năm 1993.

## Bảng A[3]

### Sénégal
Huấn luyện viên: Serigne Saliou Dia
| 0#0 | Vị trí | Cầu thủ           | Ngày sinh và tuổi           | Câu lạc bộ           |
| --- | ------ | ----------------- | --------------------------- | -------------------- |
| 1   | TM     | Pape Ndiaye       | 11 tháng 2, 1993 (22 tuổi)  | ASC Niarry Tally     |
| 2   | TV     | Ousseynou Thioune | 16 tháng 11, 1993 (22 tuổi) | Diambars FC          |
| 3   | TV     | Nestor Mendy      | 26 tháng 2, 1995 (20 tuổi)  | Diambars FC          |
| 4   | HV     | Ibrahima Diedhiou | 13 tháng 10, 1994 (21 tuổi) | Eupen                |
| 5   | TV     | Boubacar Cissokho | 6 tháng 12, 1994 (20 tuổi)  | ASC SUNEOR           |
| 6   | TV     | Sidy Sarr         | 5 tháng 6, 1996 (19 tuổi)   | Kortrijk             |
| 7   | TĐ     | Sylvain Badji     | 28 tháng 6, 1994 (21 tuổi)  | AS Douanes           |
| 8   | TV     | Samba Ndiaye      | 12 tháng 1, 1994 (21 tuổi)  | Eupen                |
| 9   | TĐ     | Ibrahima Keita    | 16 tháng 6, 1994 (21 tuổi)  | AS Douanes           |
| 10  | TV     | Abdoulaye Ba      | 12 tháng 10, 1993 (22 tuổi) | ASC Niarry Tally     |
| 11  | TĐ     | Ismaïla Sarr      | 25 tháng 2, 1998 (17 tuổi)  | Generation Foot      |
| 12  | TĐ     | Mouhamadou Diallo | 18 tháng 6, 1995 (20 tuổi)  | Metz                 |
| 13  | HV     | Alhassane Sylla   | 24 tháng 8, 1995 (20 tuổi)  | Diambars FC          |
| 14  | HV     | Adama Mbengue     | 1 tháng 12, 1993 (21 tuổi)  | Diambars FC          |
| 15  | HV     | Elhadji Pape Diaw | 31 tháng 12, 1994 (20 tuổi) | ASV Geel             |
| 16  | TM     | Pape Dieng        | 10 tháng 11, 1994 (21 tuổi) | AS Dakar Sacré-Coeur |
| 17  | HV     | Modou Diagne      | 3 tháng 1, 1994 (21 tuổi)   | Nancy                |
| 18  | TĐ     | Moussa Seydi      | 21 tháng 8, 1996 (19 tuổi)  | Metz                 |
| 19  | HV     | Moussa Wague      | 4 tháng 10, 1998 (17 tuổi)  | Excellence Foot      |
| 20  | TĐ     | Cheikhou Dieng    | 23 tháng 11, 1993 (22 tuổi) | Sandefjord           |
| 21  | TM     | Mouhamed Mbaye    | 13 tháng 10, 1997 (18 tuổi) | Excellence Foot      |

### Nam Phi
Huấn luyện viên: Owen Da Gama
| 0#0 | Vị trí | Cầu thủ                   | Ngày sinh và tuổi           | Câu lạc bộ          |
| --- | ------ | ------------------------- | --------------------------- | ------------------- |
| 1   | TM     | Jody February             | 12 tháng 5, 1996 (19 tuổi)  | Ajax Cape Town      |
| 2   | HV     | Denwin Farmer             | 19 tháng 5, 1996 (19 tuổi)  | Supersport United   |
| 3   | HV     | Mbhazima Rikhotso         | 26 tháng 2, 1993 (22 tuổi)  | Bloemfontein Celtic |
| 4   | HV     | Alton Macheke             | 4 tháng 1, 1994 (21 tuổi)   | Chippa United       |
| 5   | HV     | Rivaldo Coetzee           | 16 tháng 10, 1996 (19 tuổi) | Ajax Cape Town      |
| 6   | HV     | Kwandakwensizwa Mngonyama | 25 tháng 9, 1993 (22 tuổi)  | Maritzburg          |
| 7   | TV     | Riyaad Norodien           | 26 tháng 3, 1995 (20 tuổi)  | Ajax Cape Town      |
| 8   | TV     | Abbubaker Mobara          | 18 tháng 2, 1994 (21 tuổi)  | Ajax Cape Town      |
| 9   | TĐ     | Sibusiso Sibeko           | 24 tháng 3, 1995 (20 tuổi)  | Golden Arrows       |
| 10  | TV     | Menzi Masuku              | 15 tháng 4, 1993 (22 tuổi)  | Orlando Pirates     |
| 11  | TV     | Keagan Dolly              | 22 tháng 1, 1993 (22 tuổi)  | Mamelodi Sundowns   |
| 12  | TV     | Phumlani Ntshangase       | 24 tháng 12, 1994 (20 tuổi) | Bidvest Wits        |
| 13  | TĐ     | Phakamani Mahlambi        | 12 tháng 9, 1997 (18 tuổi)  | Bidvest Wits        |
| 14  | TV     | Gift Motupa               | 23 tháng 9, 1994 (21 tuổi)  | Orlando Pirates     |
| 15  | TV     | Paseka Mako               | 1 tháng 4, 1994 (21 tuổi)   | Cape Town All Stars |
| 16  | TM     | Stuart Goss               | 2 tháng 4, 1994 (21 tuổi)   | Golden Arrows       |
| 17  | TĐ     | Siphelele Ntshangase      | 11 tháng 5, 1993 (22 tuổi)  | Black Leopards      |
| 18  | TV     | Deolin Mekoa              | 10 tháng 8, 1993 (22 tuổi)  | Maritzburg          |
| 19  | HV     | Tebogo Moerane            | 7 tháng 4, 1995 (20 tuổi)   | Bidvest Wits        |
| 20  | TĐ     | Dumsani Zuma              | 22 tháng 5, 1995 (20 tuổi)  | Bloemfontein Celtic |
| 21  | TM     | Kyle Peters               | 14 tháng 4, 1993 (22 tuổi)  | Cape Town All Stars |

### Tunisia
Huấn luyện viên: Maher Kanzari
| 0#0 | Vị trí | Cầu thủ           | Ngày sinh và tuổi           | Câu lạc bộ      |
| --- | ------ | ----------------- | --------------------------- | --------------- |
| 1   | TM     | Saifeddine Charfi | 28 tháng 3, 1995 (20 tuổi)  | Club Africain   |
| 2   | HV     | Wajdi Kechrida    | 5 tháng 11, 1995 (20 tuổi)  | Étoile du Sahel |
| 3   | HV     | Slimane Kchok     | 7 tháng 5, 1994 (21 tuổi)   | CA Bizertin     |
| 4   | HV     | Seddik Mejri      | 31 tháng 5, 1994 (21 tuổi)  | CA Bizertin     |
| 5   | HV     | Ali Machani       | 12 tháng 7, 1993 (22 tuổi)  | Espérance       |
| 6   | TV     | Yassine Meriah    | 2 tháng 7, 1993 (22 tuổi)   | CS Sfaxien      |
| 7   | TĐ     | Chedly Ghrab      | 15 tháng 5, 1993 (22 tuổi)  | CA Bizertin     |
| 8   | TV     | Ghailene Chaalali | 28 tháng 2, 1994 (21 tuổi)  | Espérance       |
| 9   | TĐ     | Seifeddine Jaziri | 11 tháng 2, 1993 (22 tuổi)  | Club Africain   |
| 10  | TV     | Ilyes Jelassi     | 7 tháng 2, 1994 (21 tuổi)   | Espérance       |
| 11  | TĐ     | Edem Rjaibi       | 5 tháng 4, 1994 (21 tuổi)   | Espérance       |
| 12  | TV     | Ahmed Khalil      | 21 tháng 12, 1994 (20 tuổi) | Club Africain   |
| 13  | HV     | Ali Abdi          | 20 tháng 12, 1993 (21 tuổi) | Espérance       |
| 14  | TĐ     | Haythem Jouini    | 7 tháng 5, 1993 (22 tuổi)   | Espérance       |
| 15  | TV     | Zoubayer Darraji  | 14 tháng 5, 1993 (22 tuổi)  | CA Bizertin     |
| 16  | TM     | Sabri Ben Hsan    | 13 tháng 6, 1996 (19 tuổi)  | CS Sfaxien      |
| 17  | TV     | Nader Ghandri     | 18 tháng 2, 1995 (20 tuổi)  | Club Africain   |
| 18  | TĐ     | Saad Bguir        | 22 tháng 3, 1994 (21 tuổi)  | Espérance       |
| 19  | HV     | Wissem Bousnina   | 6 tháng 4, 1994 (21 tuổi)   | CS Hammam-Lif   |
| 20  | TĐ     | Khaldoun Mansour  | 23 tháng 12, 1993 (21 tuổi) | EO Sidi Bouzid  |
| 21  | TM     | Wassim Karoui     | 7 tháng 1, 1997 (18 tuổi)   | Espérance       |

### Zambia
Huấn luyện viên: Fighton Simukonda
| 0#0 | Vị trí | Cầu thủ                   | Ngày sinh và tuổi           | Câu lạc bộ         |
| --- | ------ | ------------------------- | --------------------------- | ------------------ |
| 1   | TM     | Kenny Mumba               | 11 tháng 10, 1993 (22 tuổi) | Red Arrows         |
| 2   | TV     | Patrick Ngoma             | 21 tháng 5, 1997 (18 tuổi)  | Red Arrows         |
| 3   | HV     | Benedict Chepeshi         | 10 tháng 6, 1996 (19 tuổi)  | Red Arrows         |
| 4   | HV     | Boyd Mkandawire           | 11 tháng 4, 1997 (18 tuổi)  | NAPSA Stars        |
| 5   | HV     | Solomon Sakala            | 28 tháng 4, 1997 (18 tuổi)  | Kabwe Warriors     |
| 6   | TĐ     | Friday Samu               | 9 tháng 5, 1995 (20 tuổi)   | Green Buffaloes    |
| 7   | TV     | Salulani Phiri            | 10 tháng 4, 1994 (21 tuổi)  | Zanaco             |
| 8   | TV     | John Ching'andu           | 10 tháng 12, 1993 (21 tuổi) | ZESCO United       |
| 9   | TĐ     | Ronald Kampamba           | 26 tháng 5, 1994 (21 tuổi)  | ENPPI              |
| 10  | TĐ     | Spencer Sautu             | 10 tháng 3, 1996 (19 tuổi)  | Red Arrows         |
| 11  | TV     | Lubambo Musonda           | 1 tháng 3, 1995 (20 tuổi)   | Ulisses            |
| 12  | HV     | Benson Sakala             | 12 tháng 9, 1996 (19 tuổi)  | Red Arrows         |
| 13  | HV     | Kapota Kavawe             | 27 tháng 12, 1996 (18 tuổi) | Nkana              |
| 14  | TV     | Jackson Chirwa            | 11 tháng 6, 1995 (20 tuổi)  | Green Buffaloes    |
| 15  | TV     | Paul Katema               | 19 tháng 9, 1997 (18 tuổi)  | Red Arrows         |
| 16  | TM     | Toaster Nsabata           | 24 tháng 11, 1993 (22 tuổi) | Zanaco             |
| 17  | TĐ     | Conlyde Luchanga          | 11 tháng 3, 1997 (18 tuổi)  | Lusaka Dynamos     |
| 18  | HV     | Billy Mutale              | 21 tháng 6, 1993 (22 tuổi)  | Power Dynamos      |
| 19  | TĐ     | Aubrey Chirwa             | 12 tháng 2, 1994 (21 tuổi)  | FC Platinum        |
| 20  | TV     | Taonga Bwembya            | 11 tháng 6, 1995 (20 tuổi)  | Mufulira Wanderers |
| 21  | TM     | Tresford Lawrence Mulenga | 21 tháng 8, 1998 (17 tuổi)  | Kabwe Warriors     |

## Bảng B[4]

### Algérie
Huấn luyện viên:  Pierre-André Schürmann
| 0#0 | Vị trí | Cầu thủ              | Ngày sinh và tuổi           | Câu lạc bộ     |
| --- | ------ | -------------------- | --------------------------- | -------------- |
| 1   | TM     | Abdelkader Salhi     | 19 tháng 3, 1993 (22 tuổi)  | ASO Chlef      |
| 2   | HV     | Réda Halaïmia        | 28 tháng 8, 1996 (19 tuổi)  | MC Oran        |
| 3   | HV     | Ayoub Abdellaoui     | 16 tháng 2, 1993 (22 tuổi)  | USM Alger      |
| 4   | HV     | Nour El Islam Salah  | 17 tháng 3, 1993 (22 tuổi)  | ASO Chlef      |
| 5   | TV     | Ryad Kenniche        | 30 tháng 4, 1993 (22 tuổi)  | ES Sétif       |
| 6   | TV     | Mohamed Benkhemassa  | 28 tháng 6, 1993 (22 tuổi)  | USM Alger      |
| 7   | TV     | Zinedine Ferhat      | 1 tháng 3, 1993 (22 tuổi)   | USM Alger      |
| 8   | TV     | Oussama Chita        | 31 tháng 10, 1996 (19 tuổi) | MC Alger       |
| 9   | TĐ     | Oussama Darfalou     | 29 tháng 9, 1993 (22 tuổi)  | USM Alger      |
| 10  | TĐ     | Abderrahmane Meziane | 7 tháng 3, 1994 (21 tuổi)   | RC Arbaâ       |
| 11  | TĐ     | Zakaria Haddouche    | 19 tháng 8, 1993 (22 tuổi)  | ES Sétif       |
| 12  | HV     | Raouf Benguit        | 5 tháng 4, 1996 (19 tuổi)   | Paradou AC     |
| 13  | HV     | Miloud Rebiai        | 12 tháng 12, 1993 (21 tuổi) | ES Sétif       |
| 14  | TĐ     | Khalil Semahi        | 22 tháng 1, 1995 (20 tuổi)  | ASO Chlef      |
| 15  | HV     | Houari Ferhani       | 11 tháng 2, 1993 (22 tuổi)  | RC Arbaâ       |
| 16  | TM     | Farid Chaâl          | 3 tháng 7, 1994 (21 tuổi)   | USM El Harrach |
| 17  | HV     | Redouane Cherifi     | 22 tháng 2, 1993 (22 tuổi)  | USM Bel-Abbès  |
| 18  | TĐ     | Abdelhakim Amokrane  | 10 tháng 5, 1994 (21 tuổi)  | DRB Tadjenanet |
| 19  | TV     | Ahmed Gagaâ          | 15 tháng 1, 1994 (21 tuổi)  | JS Kabylie     |
| 20  | TV     | Zakaria Draoui       | 20 tháng 2, 1994 (21 tuổi)  | CR Belouizdad  |
| 21  | TM     | Oussama Methazem     | 16 tháng 12, 1993 (21 tuổi) | RC Arbaâ       |

### Ai Cập
Huấn luyện viên: Hossam El-Badry
| 0#0 | Vị trí | Cầu thủ                               | Ngày sinh và tuổi          | Câu lạc bộ       |
| --- | ------ | ------------------------------------- | -------------------------- | ---------------- |
| 1   | TM     | Mossad Awad                           | 15 tháng 1, 1993 (22 tuổi) | Al Ahly          |
| 2   | HV     | Mohamed Adel Gomaa                    | 31 tháng 3, 1993 (22 tuổi) | Zamalek          |
| 3   | HV     | Mohamed Hany                          | 2 tháng 2, 1996 (19 tuổi)  | Al Ahly          |
| 4   | HV     | Ragab Abdelnabi                       | 5 tháng 1, 1993 (22 tuổi)  | Wadi Degla       |
| 5   | HV     | Yasser Ahmed Ibrahim El Hanafi        | 10 tháng 2, 1993 (22 tuổi) | Smouha           |
| 6   | TV     | Ramy Rabia                            | 20 tháng 5, 1993 (22 tuổi) | Al Ahly          |
| 7   | TV     | Karim Waleed Sayed Saleh Hassan       | 8 tháng 8, 1997 (18 tuổi)  | Haras El-Hodood  |
| 8   | TV     | Mohamed Mohamed                       | 2 tháng 2, 1994 (21 tuổi)  | Ismaily          |
| 9   | TĐ     | Mohamed Salem                         | 1 tháng 1, 1994 (21 tuổi)  | Zamalek          |
| 10  | TĐ     | Mahmoud Mansour                       | 4 tháng 1, 1993 (22 tuổi)  | Ismaily          |
| 11  | TĐ     | Mahmoud Kahraba                       | 13 tháng 4, 1994 (21 tuổi) | Zamalek          |
| 12  | TV     | Mohamed Saleh                         | 20 tháng 5, 1993 (22 tuổi) | Tala'ea El-Gaish |
| 13  | TV     | Mohamed Sharf Edin                    | 15 tháng 3, 1995 (20 tuổi) | Al Ahly          |
| 14  | TĐ     | Ramadan Sobhy                         | 23 tháng 1, 1997 (18 tuổi) | Al Ahly          |
| 15  | TĐ     | Mostafa Fathi                         | 12 tháng 5, 1994 (21 tuổi) | Zamalek          |
| 16  | TM     | Hassan Shahin                         | 10 tháng 3, 1993 (22 tuổi) | Arab Contractors |
| 17  | HV     | Osama Ibrahim Abddala Mouersy Abdalla | 1 tháng 4, 1993 (22 tuổi)  | ENPPI            |
| 18  | TĐ     | Hussein Ragab                         | 1 tháng 1, 1993 (22 tuổi)  | Misr El-Makasa   |
| 19  | HV     | Mahmoud Attia                         | 1 tháng 6, 1995 (20 tuổi)  | Tala'ea El-Gaish |
| 20  | TV     | Mamdouh Elsayed                       | 11 tháng 3, 1993 (22 tuổi) | Wadi Degla       |
| 21  | TM     | Mahmoud Aly                           | 1 tháng 11, 1993 (22 tuổi) | Misr El-Makasa   |

### Mali
Huấn luyện viên: Cheick Oumar Kone
| 0#0 | Vị trí | Cầu thủ              | Ngày sinh và tuổi           | Câu lạc bộ                     |
| --- | ------ | -------------------- | --------------------------- | ------------------------------ |
| 1   | TM     | Germain Berthe       | 24 tháng 10, 1993 (22 tuổi) | Horoya AC                      |
| 2   | TĐ     | Kevin Traoré         | 30 tháng 8, 1996 (19 tuổi)  | Karlsruher SC                  |
| 3   | HV     | Mamadou Koné         | 22 tháng 8, 1997 (18 tuổi)  | Onze Créateurs                 |
| 4   | TV     | Idrissa Sogodogo     | 1 tháng 1, 1995 (20 tuổi)   | Lafia Club Bamako              |
| 5   | TĐ     | Nouhoun Samassekou   | 25 tháng 12, 1995 (19 tuổi) | Espérance                      |
| 6   | TV     | Boubacar Diarra      | 18 tháng 4, 1994 (21 tuổi)  | TP Mazembe                     |
| 7   | TĐ     | Souleymane Sissoko   | 10 tháng 4, 1996 (19 tuổi)  | Wydad Casablanca               |
| 8   | TV     | Diadie Samassekou    | 11 tháng 1, 1996 (19 tuổi)  | Red Bull Salzburg              |
| 9   | TĐ     | Adama Niane          | 16 tháng 6, 1993 (22 tuổi)  | Nantes                         |
| 10  | TV     | Souleymane Diarra    | 30 tháng 1, 1995 (20 tuổi)  | Újpest                         |
| 11  | TV     | Adama Traoré         | 5 tháng 6, 1995 (20 tuổi)   | TP Mazembe                     |
| 12  | HV     | Souleymane Coulibaly | 8 tháng 8, 1996 (19 tuổi)   | Club Africain                  |
| 13  | HV     | Aboubacar Doumbia    | 19 tháng 4, 1995 (20 tuổi)  | AS Real Bamako                 |
| 14  | TV     | Adama Doumbia        | 9 tháng 4, 1996 (19 tuổi)   | Jeanne d'Arc                   |
| 15  | HV     | Youssouf Traoré      | 22 tháng 1, 1998 (17 tuổi)  | Djoliba AC                     |
| 16  | TM     | Djigui Diarra        | 27 tháng 2, 1995 (20 tuổi)  | Stade Malien                   |
| 17  | TĐ     | Yves Bissouma        | 30 tháng 8, 1996 (19 tuổi)  | AS Real Bamako                 |
| 18  | TV     | Moussa Bagayoko      | 18 tháng 12, 1998 (16 tuổi) | AS Black Stars de Badalabougou |
| 19  | TĐ     | Abdoulaye Diarra     | 28 tháng 12, 1994 (20 tuổi) | Stade Malien                   |
| 20  | TV     | Aliou Dieng          | 16 tháng 10, 1997 (18 tuổi) | Djoliba AC                     |
| 21  | TM     | N'Tji Samaké         | 27 tháng 6, 1994 (21 tuổi)  | CS Duguwolofila                |

### Nigeria
Huấn luyện viên: Samson Siasia
| 0#0 | Vị trí | Cầu thủ                         | Ngày sinh và tuổi           | Câu lạc bộ                |
| --- | ------ | ------------------------------- | --------------------------- | ------------------------- |
| 1   | TM     | Nnamdi Iwu                      | 29 tháng 6, 1994 (21 tuổi)  | Heartland                 |
| 2   | HV     | Seth Muenfuh Sincere            | 28 tháng 4, 1998 (17 tuổi)  | Rhapsody FC Abuja         |
| 3   | HV     | Ndifreke Udo                    | 15 tháng 8, 1998 (17 tuổi)  | Abia Warriors             |
| 4   | TV     | Godspower Aniefiok              | 27 tháng 1, 1997 (18 tuổi)  | Kano Pillars              |
| 5   | HV     | Bello Zaharaddeen               | 21 tháng 12, 1997 (17 tuổi) | Kano Pillars              |
| 6   | HV     | Oduduwa Segun Tope              | 10 tháng 10, 1995 (20 tuổi) | Nathaniels Boys FC        |
| 7   | TĐ     | Tiongoli Tonbara                | 28 tháng 6, 1996 (19 tuổi)  | Bayelsa United FC         |
| 8   | TV     | Etebo Oghenekaro                | 9 tháng 11, 1995 (20 tuổi)  | Warri Wolves              |
| 9   | TĐ     | Victor Osimhen                  | 29 tháng 12, 1998 (16 tuổi) | Ultimate Strikers Academy |
| 10  | TV     | Mohammed Usman                  | 2 tháng 3, 1994 (21 tuổi)   | Taraba                    |
| 11  | TĐ     | Junior Ajayi                    | 29 tháng 1, 1996 (19 tuổi)  | CS Sfaxien                |
| 12  | HV     | Iroha Chukwuebuka Trung Quốczom | 13 tháng 7, 1996 (19 tuổi)  | Diamond FC Umuahia        |
| 13  | HV     | Olulayo Oluwaseun               | 8 tháng 2, 1996 (19 tuổi)   | Sunshine Stars FC         |
| 14  | HV     | Azubuike Okechukwu              | 19 tháng 4, 1997 (18 tuổi)  | Yeni Malatyaspor          |
| 15  | HV     | Chizoba Amaefule                | 28 tháng 10, 1994 (21 tuổi) | Unattached                |
| 16  | TM     | Yusuf Mohammed Bala             | 22 tháng 12, 1996 (18 tuổi) | Kano Pillars              |
| 17  | TĐ     | Sopuruchi Augustine Dimgba      | 29 tháng 3, 1993 (22 tuổi)  | Warri Wolves              |
| 18  | TĐ     | Awoniyi Taiwo                   | 12 tháng 8, 1997 (18 tuổi)  | Eintracht Frankfurt       |
| 19  | TĐ     | Yaro Bature                     | 15 tháng 12, 1995 (19 tuổi) | Nasarawa United           |
| 20  | TĐ     | Eyo Ebong                       | 13 tháng 5, 1995 (20 tuổi)  | Warri Wolves              |
| 21  | TM     | Emmanuel Daniel                 | 17 tháng 12, 1993 (21 tuổi) | Enugu Rangers             |